# Santo Spirito (wyspa)
Santo Spirito (wł. Święty Duch) – wyspa Laguny Weneckiej na północy Morza Adriatyckiego, u wybrzeży Wenecji Euganejskiej.
Położona jest między wyspami Poveglią a San Clemente. Dała nazwę kanałowi, którego wody ją oblewają. Ma powierzchnię 2,53 he.

## Historia
W 1140 wyspę zajmowała wspólnota kanoników regularnych. W 1380 wyspa należała do cystersów. W 1430 na wyspie osiedlili się augustianie. Eremici ci wznieśli nowy kościół według projektu Jacopo Sansovino. Świątynie ozdobiły m.in. dzieła Jacopo Palmy starszego oraz Tycjana. Papież Aleksander VII rozwiązał zakon w 1656. Władze miasta sprzedał część dóbr, przeznaczając uzyskane fundusze na cele militarne. Dzieła sztuki trafiły do Bazyliki Santa Maria della Salute w Wenecji (Święty Marek na tronie ze świętymi Tycjana czy Wesele w Kanie Galilejskiej Jacopo Tintoretto).
Gdy Republika Wenecka utraciła Kretę na rzecz Turcji Osmańskiej, działający na niej franciszkanie obserwanci poprosili o pozwolenie na osiedlenie się Santo Spirito. Franciszkanie mieli swój klasztor na wyspie do 1806. W czasach napoleońskich klasztor uległ kasacie, a dobra rozproszeniu. Zakonników zgrupowano w klasztorze San Giobbe w Wenecji. Wyspę przeznaczono na cele militarne. W czasie II wojny światowej na wyspie istniał magazyn materiałów wybuchowych. Wyspa jest własnością padewskiej spółki Poveglia.